# Кадочников Станіслав Петрович
Станіслав Петрович Кадочников (нар. 15 жовтня 1959, Київ) — український майстер художнього скла, живописець; член Спілки художників України з 1994 року. Чоловік скульпторки Тетяни Зайцевої.

## Біографія
Народився 15 жовтня 1959 року у місті Києві. 1990 року закінчив Львівський інститут прикладного та декоративного мистецтва, де навчався зокрема у Андрія Бокотея, Олександра Звіра, Святослава Мартинюка, Володимира Рижанкова.
Упродовж 1980—1985 років працював на Київському заводі художнього скла художником-оформлювачем; у 1990—2002 роках— у відділі головного художника. Відтоді — на творчій роботі. Живе у Києві, в будинку по вулиці Генерала Шаповала, № 7, квартира № 26.

## Творчість
Працює у галузях дизайну, декоративної скульптури, станкового живопису, кераміки, графіки, фігуративізму, абстрактної пластики з гутного скла. Використовує авантюринове скло, неодим, кришталь, бронзу, каміння. Серед робіт:
скульптура
- «Стежками болю» (1990);
- «Мадонна» (1990);
- «Янгол» (1991);
- «Баттерфляй» (1994, кольоровий кришталь);
- «Танок у хмарах» (1997);
- «Біла перлина» (1997);
- «Риби» (1999);
- «Зимові стежки» (2004);
- «Монетний двір» (2004);
- «Місячна ніч» (2006);
- «Птах мрії» (2006, бронза);
- «Ніч перед Різдвом» (2008);
- «Найкраща Памела» (2009);

живопис
- «Ірпінь» (1990);
- «Викрадення Європи» (1991);
- «Сон пілігрима» (1994);
- «Мадонна» (1995, полотно, олія);
- «Золоте руно» (2005);

призи для
- Київського міжнародного автосалону (1996—2009);
- кінофестивалю «Стожари» — «Кришталеві дзвони» (1999);
- міжнародного конкурсу «Кришталевий силует» (2004).

Учасник всеукраїнських мистецьких виставок з 1988 року, всесоюзних та зарубіжних — з 1990 року. Персональні виставки відбулися у Києві у 1994, 1996—1997, 1999, 2006, 2009 роках.
Окремі вироби майстра зберігаються у Національному музеї українського народного декоративного мистецтва у Києві, Музеї скла у Львові, Музеї Японського монетного двору у Токіо.

## Відзнаки
- Срібна медаль Міжнародного конкурсу екслібриса у Римі (1993);
- 1-а премія Міжнародного конкурсу дизайну монет у Токіо (2005).